# Sakari Oramo
Sakari Oramo (Helsinki, 26. listopada 1965.) finski je dirigent i violinist.

## Životopis
Rođen je 26. listopada 1965. u Helsinkiju, gdje je i započeo svoje glazbeno obrazovanje i karijeru. Na početku karijere radio je kao violinist i koncertmajstor u Simfonijskom orkestru Finskog radija. 1989. godine započeo je pohađati dodatne sate i seminare dirigiranja kod Jorma Panule na Akademiji Sibelius. Godinu dana nakon završetka dirigentskog usavršavanja, 1993. godine, ponovno je radio kao pomoćni dirigent Simfonijskog orkestra Finskog radija. Zahvaljujući kvalitetnom radu i raznim gostovanjima orkestra postavljen je za zamjenika šefa dirigenta orkestra. Oramo je vodio i finski glazbeni ansambl Avanti! Od 2002. do 2013. godine bio je šef dirigent Simfonijskog orkestra Finskog radija. Bio je i gostujući dirigent Ostrobotnijskog komornog orkestra (tijekom 1995.), a 2009. je radio i kao jedan od dirigenata tog orkestra. 2013. je postao umjetnički voditelj orkestra.
U rujnu 1996. postao je šef dirigent Simfonijskog orkestra grada Birminghama (CBSO). Dvije godine kasnije preuzeo je funkcije umjetničkog voditelja i savjetnika orkestra. Tijekom svoga rada u Birminghamu, vodio je i Floof! Festival - festival suvremene glazbe. S orkestrom iz Birminghama je snimio nekoliko djela Johna Fouldsa. Zbog promicanja glazbe Edwarda Elgara, na svečanoj dodjeli priznanja "Elgarova medalja" 2007., odlikovan je tim priznanjem. Tijekom sezone 2008./09. napustio je ulogu šefa dirigenta i radio kao gostujući dirigent birminghamskog orkestra.
Oženjen je za finskog soprana Anu Komsi, s kojom ima dva sina: Taavija i Leevija.

## Vanjske poveznice
- Sakari Oramo - životopis na stranicama HarrisonParrott Agency  Arhivirana inačica izvorne stranice od 9. studenoga 2010. (Wayback Machine)